# ماري ويبل
ماري ويبل (بالإنجليزية: Mary Whipple)‏ هي موجهة قوارب ‏ أمريكية، ولدت في 10 مايو 1980 في ساكرامنتو في الولايات المتحدة.

## وصلات خارجية
- الموقع الرسمي
- ماري ويبل على موقع الاتحاد الدولي للتجديف (الإنجليزية)
- ماري ويبل على موقع اللجنة الأولمبية الدولية (الإنجليزية)
- ماري ويبل على موقع أوليمبيديا (الإنجليزية)